# John G. Carlisle
Pour les articles homonymes, voir Carlisle (homonymie).
John Griffin Carlisle, né le 5 septembre 1834 dans le comté de Kenton (Kentucky) et mort le 31 juillet 1910 à New York, est un homme politique américain. Membre du Parti démocrate, il est lieutenant-gouverneur du Kentucky entre 1871 et 1877, représentant du même État entre 1877 et 1890, président de la Chambre des représentants entre 1883 et 1889, sénateur du Kentucky entre 1890 et 1893 puis secrétaire du Trésor entre 1893 et 1897 dans la seconde administration du président Grover Cleveland.